# Dissidia 012 Final Fantasy Original Soundtrack
Dissidia 012 Final Fantasy Original Soundtrack è la colonna sonora del videogioco Dissidia 012 Final Fantasy. Come nella colonna sonora di Dissidia Final Fantasy, la maggior parte delle tracce sono state composte e riarrangiate da Takeharu Ishimoto, Tsuyoshi Sekito e Misuto Suzuki, mentre altre sono state mantenute nella loro versione originale.
L'album non contiene tutte le tracce presenti nel gioco: sono infatti utilizzate anche le diverse musiche presenti nel precedente capitolo Dissidia Final Fantasy.

## Tracce
CD 1
1. Lux Concordiae from DISSIDIA 012 FINAL FANTASY
2. Matoya's Cave -arrange- from FINAL FANTASY I
3. Chaos Shrine -arrange- from FINAL FANTASY I
4. Gurgu Volcano -original- from FINAL FANTASY I
5. Reform from DISSIDIA 012 FINAL FANTASY
6. Dungeon -arrange- from FINAL FANTASY II
7. Castle Pandaemonium -arrange- from FINAL FANTASY II
8. Imperial Army Theme -original- from FINAL FANTASY II
9. Breath from DISSIDIA 012 FINAL FANTASY
10. Crystal Cave -arrange- from FINAL FANTASY III
11. Battle 1 -arrange- from FINAL FANTASY III
12. Let Me Know the Truth -original- from FINAL FANTASY III
13. Hero from DISSIDIA 012 FINAL FANTASY
14. Into the Darkness -arrange- from FINAL FANTASY IV
15. Suspicion -arrange- from FINAL FANTASY IV
16. Battle 1 -arrange- from FINAL FANTASY IV
17. Theme of Love -original- from FINAL FANTASY IV
18. Tranquility from DISSIDIA 012 FINAL FANTASY
19. Dungeon -arrange- from FINAL FANTASY V
20. The Final Battle -arrange- from FINAL FANTASY V
21. My Home, Sweet Home -original- from FINAL FANTASY V
22. Tension from DISSIDIA 012 FINAL FANTASY
23. Phantom Forest -arrange- from FINAL FANTASY VI
24. Battle 1 -arrange- from FINAL FANTASY VI
25. Searching for Friends -original- from FINAL FANTASY VI
26. Threat from DISSIDIA 012 FINAL FANTASY
27. Tifa's Theme -arrange- from FINAL FANTASY VII
28. Forested Temple -arrange- from FINAL FANTASY VII
29. J-E-N-O-V-A -arrange- from FINAL FANTASY VII
30. Those Who Fight -original- from FINAL FANTASY VII
31. Counterattack from DISSIDIA 012 FINAL FANTASY
32. Find Your Way -arrange- from FINAL FANTASY VIII
33. Julia -arrange- from FINAL FANTASY VIII
34. Force Your Way -arrange- from FINAL FANTASY VIII
35. Premonition -original- from FINAL FANTASY VIII
36. Troops from DISSIDIA 012[duodecim] FINAL FANTASY
37. A Place to Call Home -arrange- from FINAL FANTASY IX
38. The Final Battle -arrange- from FINAL FANTASY IX
39. Not Alone -original- from FINAL FANTASY IX
40. Final Resolve from DISSIDIA 012 FINAL FANTASY
41. Yuna's Theme -arrange- from FINAL FANTASY X
42. A Contest of Aeons -arrange- from FINAL FANTASY X
43. Via Purifico -original- from FINAL FANTASY X
44. A Fleeting Dream -original- from FINAL FANTASY X

CD 2
1. Dissidia -opening-/Edit from DISSIDIA 012 FINAL FANTASY
2. A Realm of Emptiness -arrange- from FINAL FANTASY XI
3. Ronfaure -original- from FINAL FANTASY XI
4. Heaven's Tower -original- from FINAL FANTASY XI
5. Iron Colossus -original- from FINAL FANTASY XI
6. Canto Mortis ~The Unrecorded Battle~ from DISSIDIA 012 FINAL FANTASY
7. Esper Battle -arrange- from FINAL FANTASY XII
8. The Dalmasca Estersand -original- from FINAL FANTASY XII
9. Golmore Jungle -original- from FINAL FANTASY XII
10. The Battle for Freedom -original- from FINAL FANTASY XII
11. Dimensional Door from DISSIDIA 012 FINAL FANTASY
12. Blinded By Light -arrange- from FINAL FANTASY XIII
13. Saber's Edge -arrange- from FINAL FANTASY XIII
14. The Hanging Edge -original- from FINAL FANTASY XIII
15. The Archylte Steppe -original- from FINAL FANTASY XIII
16. Nascent Requiem -original- from FINAL FANTASY XIII
17. Cantata Mortis & God in Fire from DISSIDIA 012 FINAL FANTASY
18. Carmen Lucis from DISSIDIA 012 FINAL FANTASY
19. FINAL FANTASY from DISSIDIA 012 FINAL FANTASY
20. DISSIDIA 012 -ending- from DISSIDIA 012 FINAL FANTASY

CD 3 (Edizione Limitata)
1. Cantata Mortis from DISSIDIA 012 FINAL FANTASY
2. God of Fire from DISSIDIA 012 FINAL FANTASY
3. Overture from DISSIDIA 012 FINAL FANTASY
4. DISSIDIA FINAL FANTASY (JF 2008)
5. DISSIDIA FINAL FANTASY (FINAL TRAILER)
6. DISSIDIA 012 FINAL FANTASY (TGS 2010)
7. DISSIDIA 012 FINAL FANTASY (FINAL TRAILER)